# Kronenmeerkatze
Die Kronenmeerkatze (Cercopithecus pogonias) ist eine Primatenart aus der Gattung der Meerkatzen (Cercopithecus) innerhalb der Familie der Meerkatzenverwandten (Cercopithecidae).

## Merkmale
Das Fell der Kronenmeerkatzen ist an der Oberseite graugrün und an der Unterseite gelblich gefärbt, die Hände und Füße sind schwarz. Auffällig ist der Kopf: der Bereich um die Augen ist bläulich und die Schnauze rosa gefärbt. Das Gesicht wird von einem gelblichen Backenbart umrahmt. An der Oberseite des Kopfes befindet sich der namensgebende schwarze Schopf, neben diesem Schopf sind ebenfalls gelbe Haarbüschel vorhanden, die sich bis zu den schwarzen Strichen erstrecken, die sich von den Augen zu den Ohren ziehen.
Männchen weisen eine Kopfrumpflänge von 50 bis 66 Zentimeter auf und sind damit größer als die Weibchen, die maximal 46 Zentimeter erreichen. Der Schwanz ist mit 50 bis 87 Zentimeter länger als der Körper. Das Gewicht variiert zwischen 2 und 6 Kilogramm, wobei die Männchen schwerer als die Weibchen werden.

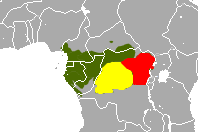
Verbreitungsgebiete von Kronenmeerkatze (grün), Wolf-Meerkatze (gelb) und Dent-Meerkatze (rot)

## Verbreitung und Lebensraum
Kronenmeerkatzen leben im mittleren Afrika. Ihr Verbreitungsgebiet erstreckt sich vom südöstlichen Nigeria, Kamerun und Äquatorialguinea (einschließlich der Insel Bioko) über Gabun und die Republik Kongo bis in den nördlich des Kongo gelegenen Teil der Demokratischen Republik Kongo. Ihr Lebensraum sind Wälder, vorwiegend tropische Regenwälder.

## Lebensweise
Kronenmeerkatzen sind tagaktive Baumbewohner, die sich meist in den höheren Regionen der Bäume aufhalten. Sie leben wie alle Meerkatzen in Haremsgruppen, die rund 13 bis 18 Tiere umfassen und sich aus einem Männchen, vielen Weibchen und den dazugehörigen Jungtieren zusammensetzen. Überzählige Männchen bilden oft Junggesellengruppen. Es sind territoriale Tiere, die ihre Reviere gegenüber anderen Gruppen verteidigen.
Sie kommunizieren mittels Lauten, Gesten und Körperhaltungen. Laute Rufe, die von den Männchen ausgestoßen werden, weisen andere Gruppen auf das eigene Revier hin. Ein Starren, oft mit hochgezogenen Augenbrauen und offenem Mund, ist eine Drohgebärde, und ist manchmal mit wippenden Kopfbewegungen verbunden.

## Nahrung
Kronenmeerkatzen ernähren sich in erster Linie von Früchten, daneben nehmen sie auch Samen, Blätter und andere Pflanzenteile sowie Insekten und andere wirbellose Tiere zu sich.

## Fortpflanzung
Nach einer rund fünfmonatigen Tragzeit bringt das Weibchen meist ein einzelnes Jungtier zur Welt. Dieses wird im zweiten Lebenshalbjahr entwöhnt. Weibchen sind mit drei Jahren und Männchen mit rund sechs bis sieben Jahren geschlechtsreif. Die Lebenserwartung kann über 30 Jahre betragen.

## Bedrohung
Zu den natürlichen Feinden der Kronenmeerkatze zählen Kronenadler, Pythons, Leoparden und Afrikanische Goldkatzen. Von den Menschen wird sie wegen ihres Fleisches gejagt, eine Rolle spielt auch die Zerstörung ihres Lebensraumes. Die Art ist aber weit verbreitet und zählt nicht zu den bedrohten Arten.

## Systematik
Die Kronenmeerkatze wird innerhalb der Gattung der Meerkatzen (Cercopithecus) zur mona-Gruppe gerechnet, ist also unter anderem eng mit der Monameerkatze verwandt. Die Wolf-Meerkatze wird manchmal mit ihr zu einer Art zusammengefasst.